# Hackelseverk

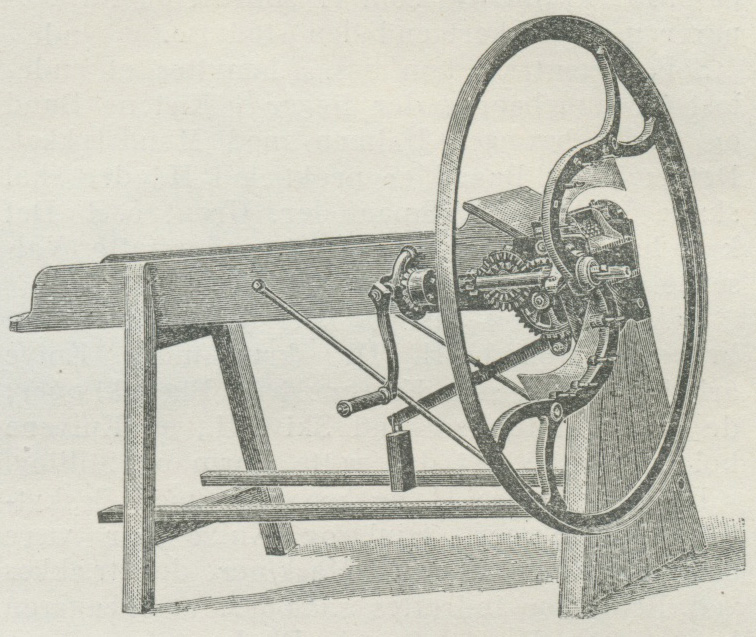
Ett handdrivet hackelseverk.

Hackelseverk var ett redskap som användes inom jordbruket för att skära halm till korta strån (hackelse) som användes som foder eller för att strö ut för att samla upp gödsel och urin i ladugårdar. De första modellerna var handdrivna, man vevade på ett stort hjul försett med kniv. Senare utveckling bestod av remdrift och frammatningsverk.